# ألفرد إي. ألين
ألفرد إي. ألين (بالإنجليزية: Alfred E. Allen) هو سياسي نيوزلندي، ولد في 20 مايو 1912 في نيوزيلندا، وتوفي في 9 مارس 1987 في نيوزيلندا. حزبياً، نشط في Democratic Labour Party (New Zealand) ‏. وقد انتخب عضو مجلس النواب النيوزيلندي.